# Полушкинские каменоломни
Полушкинские каменоломни (также Тучковские или Васильевские) — каменоломни в Московской области на берегу Москвы-реки.
Каменоломни расположены неподалёку железнодорожной станции Полушкино и деревни Полушкино в Одинцовском районе, а также по более близким населённым пунктам под названиями Тучково и Васильевское в Рузском районе. Вход в них находится на северном берегу Москвы-реки напротив деревни Григорово. Полушкинские каменоломни находятся на территории памятника природы «Местообитание кортузы Маттиоли на выходах известняков в долине реки Москвы».

## История
Полушкинские каменоломни являются известной достопримечательность Рузского района. В них добывался известняк для строительства храма Христа Спасителя по первому проекту на Воробьевых горах (1817—1825). В начале XX века на этих каменоломнях также добывали известняк для Москвы.
Каменоломни имеют разветвленную сеть пещер, которые имеют собственное название: Затерянный мир, Нос носорога, Пещера гадюки, Форпост и другие. Эти места используют туристы и скалолазы, здесь также проводятся соревнования.